# Ivan Drašković (u. 1234.)
Ivan Drašković (nepoznata godina rođenja, umro 1234.), bio je zapovjednik za vrijeme kralja Andrije II. dijela vojske u križarskoj bitci za tvrđavu Damiettu i grad Damask. Nakon povratka u Hrvatsku 1222. godine navodno je poklonio vesprimskoj prvostolnici skupocjen zlatni kalež ukrašen grbom Draškovića I.D.